# Pevnost (časopis)
Pevnost je časopis vycházející od svého vzniku v roce 2002 jednou měsíčně se zaměřením na science fiction, fantasy a horor.

## Vydavatel a šéfredaktor
Vydavatelem měsíčníku je v současnosti Ing. Kristina Nowakowska a jeho šéfredaktorem je Martin Fajkus.

## Historie
Pevnost založil Martin Ladýř, který se stal i prvním vydavatelem časopisu, spolu s Janem Hammerem, budoucím prvním šéfredaktorem. Společně dali dohromady první koncept časopisu pod názvem Pevnost, který do značné míry kopíroval jejich původní projekt časopis Artefakt.
V průběhu let vedlo časopis několik šéfredaktorů:
- Jan Hammer (číslo 01/2002 - 03/2002)
- Dalibor Tichý (04/2002 - 01/2003)
- David Hartmann (02/2003 - 08/2006)
- Tomáš Němec (09/2006 - 10/2012)
- Alžběta Lexová (11/2012 - dvojčíslo 01-02/2013)
- dvojice Tomáš Němec a Alžběta Lexová (03/2013 - 12/2013)
- Josef Horký (01/2014 - 09/2014)

## Rubriky
Kromě povídek českých a zahraničních autorů jsou v časopise rubriky o fantasy a sci-fi filmech, knihách a komiksech, rozhovory s českými i zahraničními spisovateli, reportáže a informace o dění mezi tuzemskými fanoušky fantastiky, informace o počítačových hrách, hrách na hrdiny, deskových a stolních hrách, larpu a anime. Několik úvodních stránek patří tématu čísla, kterým jsou většinou velké filmové hity. Další články jsou zaměřeny na historii a rady a doporučení začínajícím autorům povídek. V rámci této části časopisu radili čtenářům například Ondřej Neff, Petra Neomillnerová, Pavel Renčín, František Kotleta a řada dalších.

## Přílohy
V Edici Pevnost vycházejí pravidelně knižní přílohy časopisu (Pevnost Plus). Často se jedná o fantastické romány či sbírky povídek českých spisovatelů, cca od roku 2014 přitom roste počet neliterárních příloh - filmových DVD (např. slovenský studentský snímek Orfeova píseň na motivy komiksové série Sandman britského spisovatele Neila Gaimana), audioknih či komiksů.
Dále občasně vychází monotematicky zaměřená příloha Pevnost Speciál s filmy, plakáty a články.